# نوووشووکی (شهرستان شمیاتچه)
نوووشووکی (به لاتین: Nowosiółki) یک روستا در لهستان است که در گمینا میلیچتسه واقع شده‌است.